# Bermudes aux Jeux olympiques d'hiver de 2006
Les Bermudes sont représentées par deux athlètes aux Jeux olympiques d'hiver de 2006 à Turin.

## Médailles
|          | Médaille d'or | Médaille d'argent | Médaille de bronze | Total |
| -------- | ------------- | ----------------- | ------------------ | ----- |
| Bermudes | 0             | 0                 | 0                  | 0     |

## Skeleton
- Patrick Singleton

## Ski de fond
- Tucker Murphy